# Nandalal Bose
Pour les articles homonymes, voir Bose.
Nandalal Bose (Kharagpur (en), 1882 - Calcutta, 1966) est un artiste peintre indien, pionnier de l'art moderne dans son pays et figure importante du modernisme contextuel (en).
Élève d'Abanîndranâth Tagore, Bose est connu pour son « style indien » de peinture. Il a été le directeur de Kala Bhavan (en), Santiniketan, en 1922. Il a été influencé par la famille Tagore (en) et les peintures murales d'Ajantâ. Ses œuvres classiques incluent des peintures de scènes de mythologies indiennes, de femmes et de la vie de village.
Aujourd'hui, de nombreux critiques considèrent ses peintures parmi les peintures modernes les plus importantes de l'Inde,,. En 1976, Archaeological Survey of India, du département de la culture du gouvernement de l'Inde, a déclaré que Nandalal Bose faisait partie des « neuf [plus importants] artistes » dont les œuvres ne sont pas de l'antiquité, et que ses œuvres devaient désormais être considérées « comme des trésors d'art, eu égard à leur valeur artistique et esthétique ».
Il a eu pour tâche d'illustrer la Constitution de l'Inde.

## Biographie

### Jeunesse et formation
Nandalal Bose naît le 3 décembre 1882 dans une famille bengale de la classe moyenne de Kharagpur (en), dans le district de Munger, dans l'actuel État du Bihar, en Inde, mais qui faisait à l'époque partie de la présidence du Bengale (Raj britannique). Son père, Purnachandra Bose, travaille dans l'immobilier du Darbhanga. Sa mère Kshetramonidevi est une femme au foyer compétente pour improviser des jouets et des poupées pour le jeune Nandalal. Dès ses débuts, Nandalal commence à s'intéresser à la modélisation d'images, puis à la décoration de pujas.
En 1898, à l'âge de quinze ans, Nandalal Bose s'installe à Calcutta pour poursuivre ses études secondaires à la Central Collegiate School. Après avoir passé ses examens en 1902, il poursuit au lycée dans le même établissement. En juin 1903, il épouse Sudhiradevi, fille d'un ami de la famille. Nanadalal Bose veut étudier l'art, mais sa famille ne lui en donne pas l'autorisation. Incapable de se qualifier pour une promotion dans ses classes, Nandalal change de lycée et rejoint le Presidency College en 1905 pour étudier le commerce. Après plusieurs échecs, il persuade sa famille de le laisser étudier l'art à l'école d'art de Calcutta.

### Carrière
Jeune artiste, Nandalal Bose a été profondément influencé par les peintures murales des grottes d'Ajantâ. Devenu membre d'un cercle international d'artistes et d'écrivains cherchant à faire revivre la culture classique indienne auquel font notamment partie Okakura Kakuzō, William Rothenstein, Yokoyama Taikan, Christiana Herringham (en), Laurence Binyon (en), Abanîndranâth Tagore et les sculpteurs pionniers du modernisme londonien Eric Gill et Jacob Epstein,.
Pour marquer la Marche du sel de 1930 initiée par Mohandas Karamchand Gandhi, Bose a créé une linogravure en noir sur blanc représentant Gandhi marchant avec un bâton ; cette estampe est devenue l'image emblématique du mouvement de la non-violence.
Son génie et son style original ont été reconnus par de célèbres artistes et critiques d'art tels que Gaganendranath Tagore (en) et Ananda Coomaraswamy. Ces spécialistes de l'art ont estimé que la critique objective était nécessaire au développement de la peinture et ont fondé la Société indienne d'art oriental[réf. nécessaire].
Il est devenu directeur du Kala Bhavana (Collège des arts) de l'université internationale de Tagore à Santiniketan en 1922.
Jawaharlal Nehru lui a demandé de dessiner les emblèmes des récompenses décernées par le gouvernement indien, notamment le Bharat Ratna et le Padma Shri. Avec ses étudiants, Nandalal Bose entreprend la tâche historique d'illustrer le manuscrit original de la Constitution de l'Inde,.
Nandalal Bose meurt à Calcutta le 16 avril 1966.
Aujourd’hui, la Galerie nationale d’art moderne de Delhi abrite 7 000 de ses œuvres, dont la linogravure de la Marche Dandi et un ensemble de sept affiches qu’il a ensuite réalisées à la demande de Mahatma Gandhi à l'occasion de la session de 1938 du Congrès national indien.

## Place dans l'art indien
Dans son introduction au catalogue de Christie's, l'historien de l'art R. Siva Kumar (en) a écrit:

« Nandalal Bose (1882-1966) occupe la même place dans l'histoire de l'art indien moderne que celle de Raphaël et de Dürer dans l'histoire de la Renaissance. Comme Raphaël, Nandalal était un excellent synthétiseur, son originalité résidait dans sa capacité à rassembler des idées discrètes inspirées d'Abanindranath Tagore, de Rabindranath Tagore, d'E. B. Havell, d'Ananda Coomaraswamy, d'Okakura Kakuzo et de Mahatma Gandhi, dans un programme unique et unifié de création d'un nouveau mouvement artistique en Inde. Et comme Durer, il combinait une passion proche de la dévotion avec un esprit analytique irrépressible qui l'obligeait à ouvrir différentes traditions artistiques, à en démêler la logique syntaxique et à les rendre accessibles à une nouvelle génération d'artistes indiens. Mais il a fait cela si calmement et sans fanfare que l’importance de son travail n’a pas encore été pleinement comprise, même en Inde. »

## Élèves
Parmi ses élèves les plus notables, on peut mentionner Benode Behari Mukherjee (en), Ramkinkar Baij (en), Beohar Rammanohar Sinha, K. G. Subramanyan, Krishna Reddy, A. Ramachandran, Henry Dharmasena, Pratima Thakur (en), Ramananda Bandopadhyay, Sovon Som, Jahar Dasgupta (en), Sabita Thakur, Menaja Swagnesh, Yash Bombbut, Satyajit Ray, Dinkar K. Kowshik, Amritlal Vegad (en) et Kondapalli Seshagiri Rao.
A. D. Jayathilake était également l'un de ses étudiants de Ceylan (Sri Lanka) et avait eu l'occasion d'étudier sous la direction de Nandalal Bose lors de la dernière promotion (1948-1952). Il possède deux tableaux de Nandalal Bose : Arjuna Tree et Manguiers.

## Distinctions et récompenses
Nandalal Bose, qui a laissé une empreinte majeure sur l'art indien, a été le premier récipiendaire d'une bourse offerte par la société indienne d'Art oriental, fondée en 1907.
En 1954, Nandalal Bose reçoit le Padma Vibhushan.
En 1956, il est devenu le deuxième artiste à être élu membre de la Lalit Kala Akademi, l'académie nationale des beaux-arts de l'Inde.
En 1957, l'université de Calcutta lui a décerné le titre honorifique de D. Litt. L'université de Vishvabharati l'a honoré en lui conférant le titre de « Deshikottama ».
L'Académie des beaux-arts de Calcutta a décerné la médaille d'argent au jubilé à Nandalal. La Médaille du centenaire de la naissance Tagore a été attribuée à Nandalal Bose en 1965 par la Société asiatique du Bengale.